# Bahnhof Simmern
Der Bahnhof Simmern ist ein Bahnhof am Streckenkilometer 37,7 der Hunsrückquerbahn und war Ausgangspunkt der abgebauten Bahnstrecke Simmern–Gemünden sowie ehemaliger Endpunkt der Hunsrückbahn. Der Bahnhofsvorplatz dient als Busbahnhof/ZOB des ÖPNV. Der Bahnhof liegt in der Innenstadt der knapp 8000-Einwohner-Stadt Simmern im Hunsrück.

## Geschichte, Hintergründe, Entwicklung
Der Bahnhof Simmern wurde bis 1889 zusammen mit der damals noch „Hunsrückbahn“ genannten Strecke zwischen Langenlonsheim und Hermeskeil gebaut. Der Bahnhof erhielt bereits 1889 eine Lokstation mit Lokschuppen und war zunächst als Durchgangsbahnhof ausgebaut. Mit der Errichtung der Strecke Simmern–Boppard 1908 wurde der Bahnhof zum Knotenbahnhof umgebaut.
Bis 1901 war bereits eine Güterabfertigung sowie ein Rangierbahnhof mit Ablaufberg – direkt westlich des Bahnhofsgebäudes – errichtet worden. Dazu kamen im Laufe der Jahre vor dem Ersten Weltkrieg Betriebsanlagen wie Schlosserei und Schreinerei. Der Ausbau des Bahnhofs und des neuen Betriebswerkes Simmern war bis dahin größtenteils abgeschlossen.
Trotz schwieriger wirtschaftlicher Verhältnisse in der Weimarer Republik wurde nach dem Krieg das Netz um die Strecke Simmern–Gemünden erweitert, die 1921 eröffnet wurde.
Nach 1933 wurde die Verkehrsinfrastruktur des Hunsrücks verbessert – der Hunsrück war Aufmarschgebiet gegen Frankreich. Die Hunsrückhöhenstraße entstand und der Bahnhof Simmern erhielt kleinere Verbesserungen.

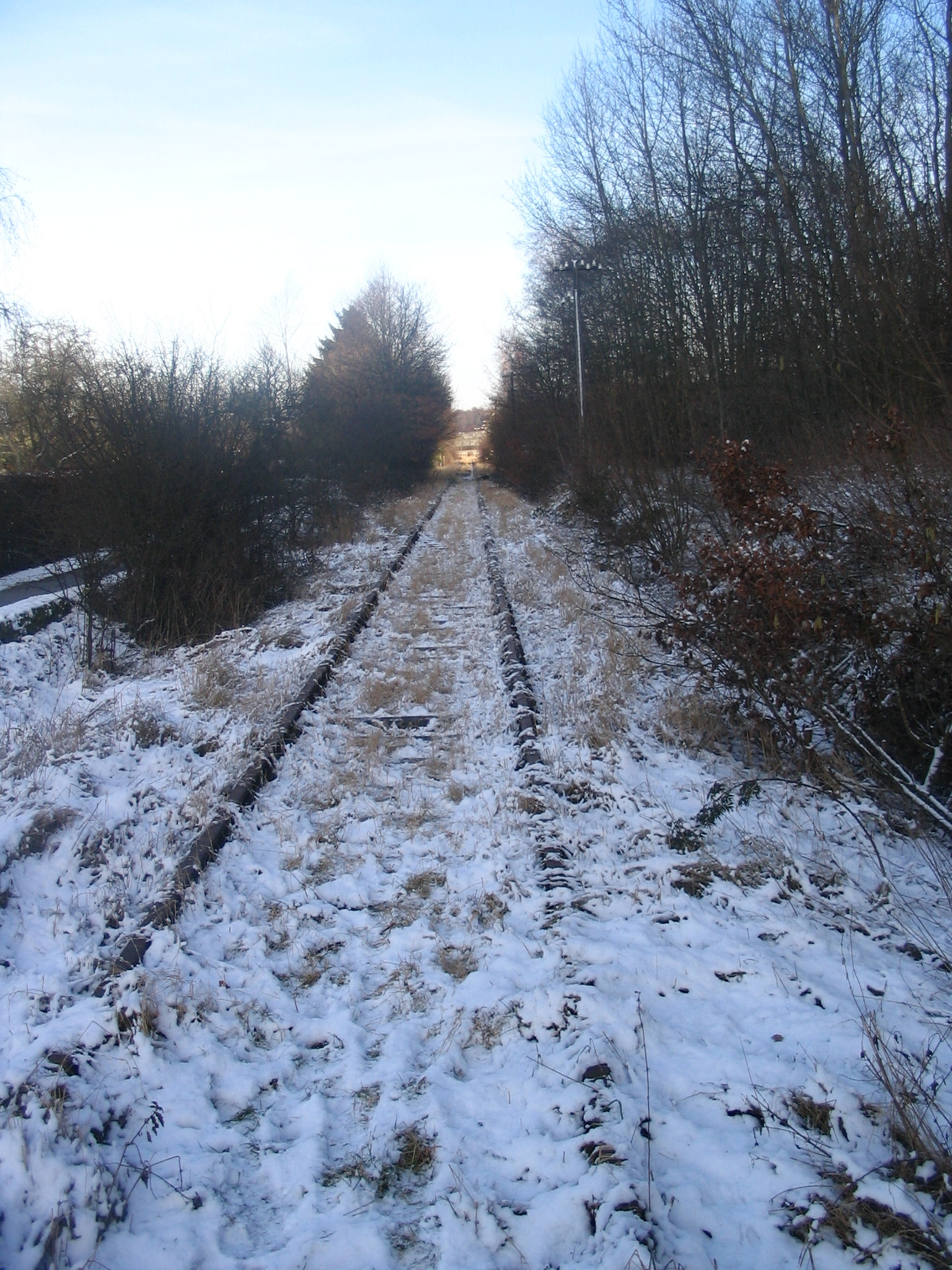
Stillgelegtes Teilstück der Hunsrückquerbahn bei Ellern

Erst gegen Ende des Zweiten Weltkrieges – ab Juli 1944 – wurden die Gleisanlagen in und um Simmern bombardiert und beschädigt. Insbesondere das Gleisdreieck nach Hermeskeil war das Ziel der Angriffe. Das Bahnhofsgebäude in Simmern brannte aus und der Lokschuppen wurde beschädigt. Dieser wurde nach dem Krieg nur zur Hälfte wieder aufgebaut.
In den 1950er und 1960er Jahren wurde der Bahnhof Simmern wieder militärisch durch die NATO-Verbündeten genutzt. Die Industrie hatte Bedarf an Güterverkehr. In derselben Zeit wurden die Stecken Simmern–Boppard und Langenlonsheim–Hermeskeil auf Zugleitbetrieb umgestellt. 1963 wurde die Strecke Simmern–Gemünden mangels Wirtschaftlichkeit eingestellt und bis 1965 abgebaut.
Als nächster Abschnitt verlor Simmern–Hermeskeil 1976 den Personenverkehr, zwischen Simmern und Emmelshausen wurde er wenige Jahre später, am 29. Mai 1983 eingestellt. Eine kurze Renaissance im Personenverkehr erlebte der Abschnitt Simmern–Kastellaun noch einmal am 11. Oktober 1986 anlässlich der Großdemonstration gegen die unweit von Kastellaun in der Raketenstation Pydna vorgesehene Stationierung von Cruise-Missiles eine Reihe von Sonderzügen diesen Abschnitt befuhren.
Der Güterverkehr wurde zuerst am 27. Mai 1983 zwischen Emmelshausen und Pfalzfeld eingestellt. Er ging zwischen Kastellaun und Pfalzfeld noch bis zum 31. Dezember 1994 und zwischen Simmern und Kastellaun bis zum 1. Juni 1995. Am 1. März 1996 wurde der Abschnitt Simmern–Pfalzfeld stillgelegt. In den Jahren ab 1988 wurde der Abschnitt Emmelshausen–Simmern schrittweise abgebaut und auf der ehemaligen Trasse der Schinderhannes-Radweg angelegt.
Der Bahnhof Simmern wurde damit wieder zum Durchgangsbahnhof. Gleichzeitig mit der Stilllegung des Personenverkehrs Simmern–Emmelshausen begann der Rückbau des Passagierbereiches des Bahnhofs. Der damalige Knotenbahnhof Simmern wurde bis Herbst 1983 auf den heutigen Zustand zurückgebaut. Dabei wurden Teile der Bahnsteige abgerissen.

### Einstellung des Verkehrs
Am 1. Juni 1984 folgte die Einstellung des Personenverkehrs Langenlonsheim–Simmern, damit endete der Personenschienenverkehr auf dem Hunsrück, von der so bezeichneten nur 14,7 km langen Hunsrückbahn Boppard–Emmelshausen abgesehen. Das Betriebswerk Simmern wurde 1982 zur Außenstelle des Betriebswerkes Kaiserslautern und am 28. Mai 1983 schließlich ganz aufgelöst. Das Betriebswerk hatte dann nur noch die Funktion als Lokführermeldestelle. Bis zum 1. Juni 1993 war im Bahnhofsgebäude selbst eine Fahrkartenausgabe eingerichtet. Die Güterabfertigung wurde 1998 abgerissen.
Auf der Strecke Langenlonsheim–Hermeskeil wurde bis Mitte der 1990er Jahre noch reger Güterverkehr sowie Nostalgiefahrten durchgeführt. Im Juni 1996 übernahm die Bahngesellschaft Waldhof zunächst den Güterverkehr auf der Strecke, im September 1998 die Betriebsführung. Am 11. Juli 1998 wurde die Strecke Morbach–Hermeskeil endgültig stillgelegt. Zwischen 1998 und 2000 fuhren auf der Reststrecke nur unregelmäßig Güterzüge. Von 2001 bis 2009 wurde die Strecke betrieblich gesperrt, bis sie – nach Klage des Landes Rheinland-Pfalz – 2010 von der Deutschen Bahn AG wieder freigegeben werden musste.
Bis auf das Betriebswerk befinden sich Gelände und Gebäude nach wie vor im Besitz der Deutschen Bahn, nachdem ein Verkauf an die Kommunen scheiterte. Seitdem wurde der Rückbau des Geländes vorangetrieben, es steht nur noch das Bahnhofsgebäude mit Verwaltungstrakt, Garagen und Bahnsteig sowie das Stellwerk.
Das Gelände des Betriebswerkes wurde an die Stadt Simmern verkauft, die nach einem Nutzungskonzept sucht. Der Lokschuppen auf dem Gelände brannte im Juni 2015 ab.
Das Gelände südwestlich des Bahnhofsgebäudes wurde von DB AG-Tochter Rhein-Mosel Verkehrsgesellschaft mit einem Stütz- und Knotenpunkt für den Buslinienbetrieb im Rhein-Hunsrück-Kreis neu bebaut.

### Reaktivierungspläne
siehe hierzu: 

## Bilder

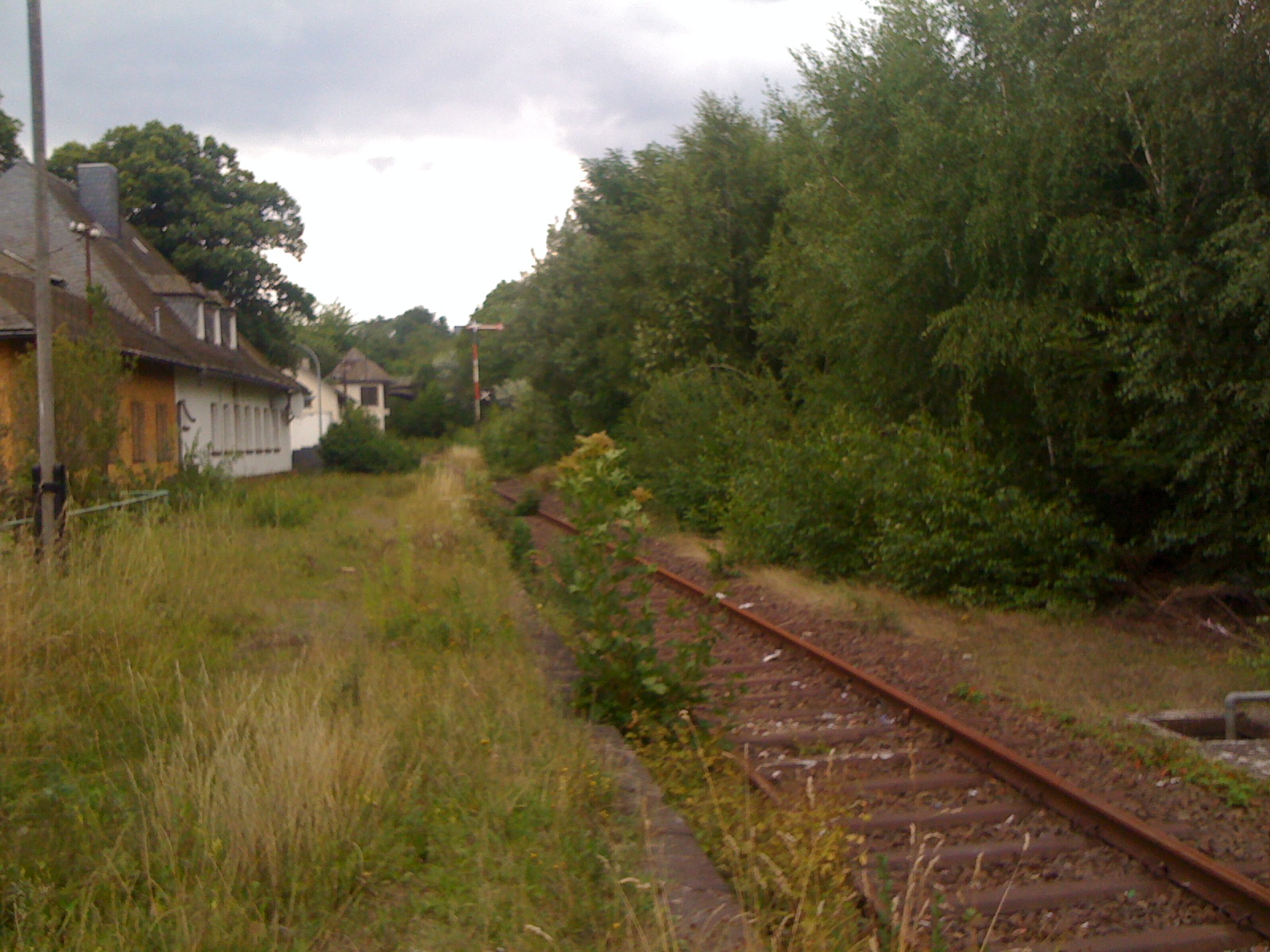
Gleis und Stellwerk, Zustand August 2010
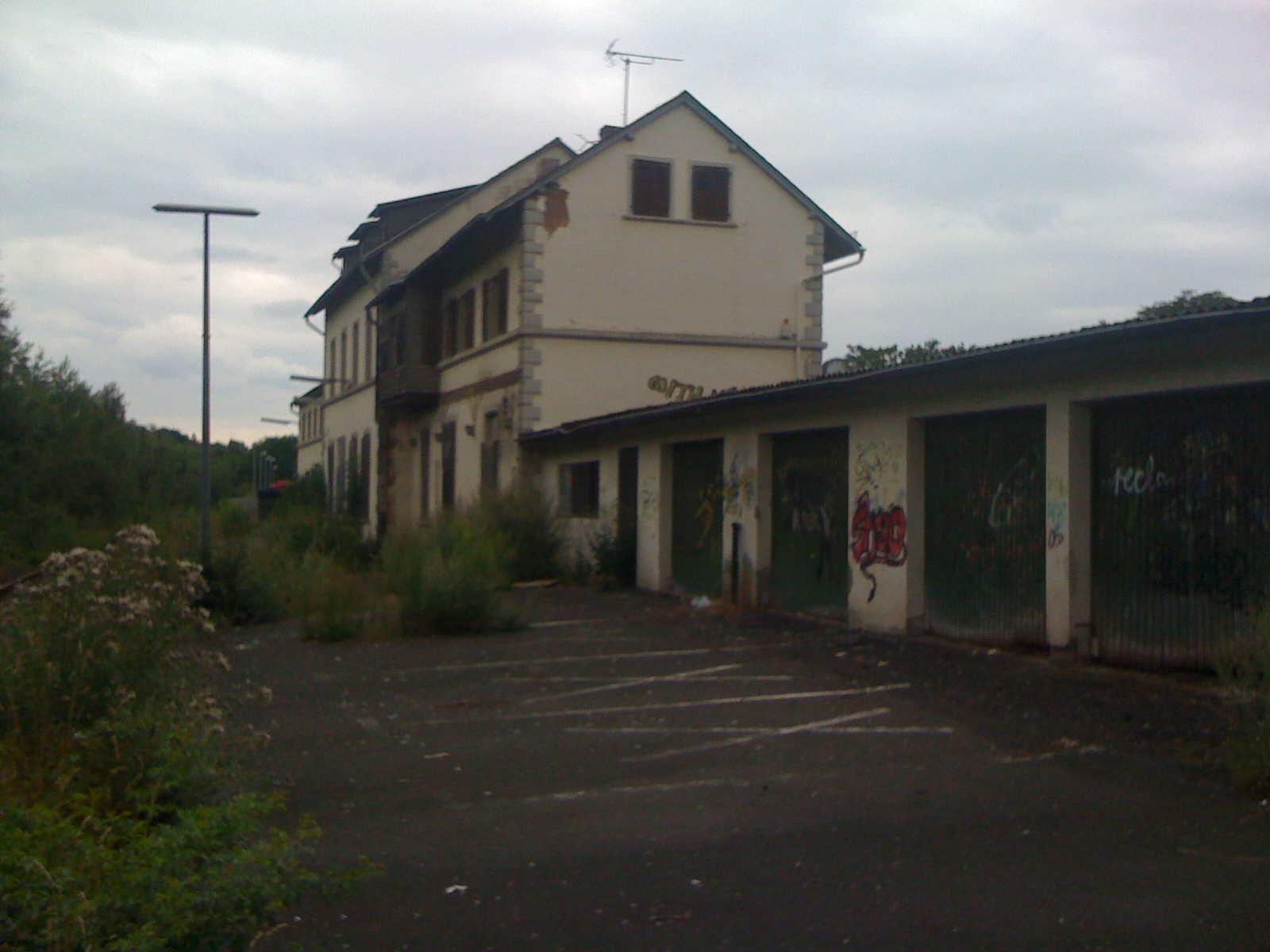
Bahnhofsgebäude, Blick vom Gleis, August 2010
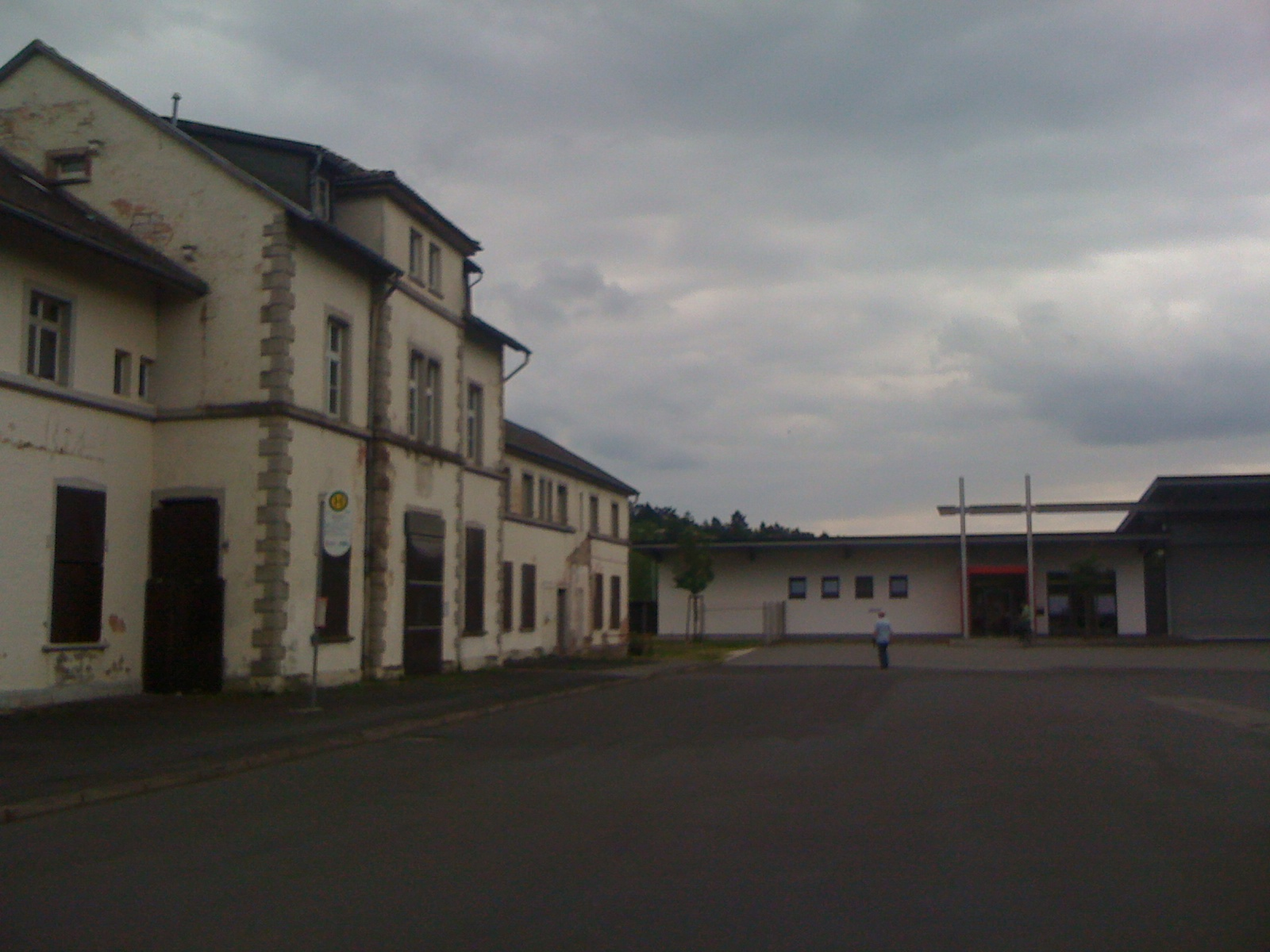
Bahnhofsvorplatz mit Bahnhofsgebäude, Neubau der RMV im Hintergrund, August 2010